# UFC Fight Night: Maia vs. Shields
UFC Fight Night: Maia vs. Shields è stato un evento di arti marziali miste tenuto dalla Ultimate Fighting Championship il 9 ottobre 2013 al Ginásio José Corrêa di Barueri, Brasile.

## Retroscena
L'unica vittoria per sottomissione della serata fu quella di Rousimar Palhares su Mike Pierce ma l'UFC si rifiutò di premiare l'atleta brasiliano con il riconoscimento Submission of the Night in quanto Palhares non lasciò la presa dopo che Pierce effettuò il tap-out e dovette intervenire l'arbitro per fermarlo, inoltre dopo tale episodio i vertici della promozione decisero di licenziare l'atleta brasiliano.

## Risultati
|                  | Divisione                |                   |                 |                   | Metodo                                      | Round           | Tempo           | Premio          |
| Card principale  | Card principale          | Card principale   | Card principale | Card principale   | Card principale                             | Card principale | Card principale | Card principale |
| ---------------- | ------------------------ | ----------------- | --------------- | ----------------- | ------------------------------------------- | --------------- | --------------- | --------------- |
|                  | Pesi Welter              | Jake Shields      | batte           | Demian Maia       | Decisione non unanime (48-47, 47-48, 48-47) | 5               | 5:00            |                 |
|                  | Pesi Welter              | Kim Dong-Hyun     | batte           | Erick Silva       | KO (pugno)                                  | 2               | 3:01            | KOTN            |
|                  | Catchweight (208 libbre) | Thiago Silva      | batte           | Matt Hamill       | Decisione unanime (30-27, 30-27, 29-27)     | 3               | 5:00            |                 |
|                  | Pesi Mediomassimi        | Fábio Maldonado   | batte           | Joey Beltran      | Decisione non unanime (28-29, 29-28, 29-28) | 3               | 5:00            |                 |
|                  | Pesi Welter              | Rousimar Palhares | batte           | Mike Pierce       | Sottomissione (heel hook)                   | 1               | 0:31            |                 |
|                  | Pesi Gallo               | Raphael Assunção  | batte           | T.J. Dillashaw    | Decisione non unanime (28-29, 29-28, 29-28) | 3               | 5:00            | FOTN            |
| Card preliminare |                          |                   |                 |                   |                                             |                 |                 |                 |
|                  | Pesi Welter              | Igor Araujo       | batte           | Ildemar Alcantara | Decisione unanime (29-28, 29-28, 29-28)     | 3               | 5:00            |                 |
|                  | Pesi Welter              | Yan Cabral        | batte           | David Mitchell    | Decisione unanime (30-27, 30-27, 30-27)     | 3               | 5:00            |                 |
|                  | Pesi Mosca               | Chris Cariaso     | batte           | Iliarde Santos    | KO Tecnico (colpi)                          | 2               | 4:31            |                 |
|                  | Pesi Leggeri             | Alan Patrick      | batte           | Garrett Whiteley  | KO Tecnico (pugni)                          | 1               | 3:54            |                 |

## Premi
I lottatori premiati ricevettero un bonus di 50.000 dollari.
Legenda:
- FOTN: Fight of the Night (vengono premiati entrambi gli atleti per il miglior incontro dell'evento)
- KOTN: Knockout of the Night (viene premiato il vincitore per la migliore vittoria tramite KO dell'evento)
- SOTN: Submission of the Night (viene premiato il vincitore per la migliore vittoria tramite sottomissione dell'evento)

## Incontri annullati
|  | Divisione  |              |        |                 | Motivo                               |
|  | ---------- | ------------ | ------ | --------------- | ------------------------------------ |
|  | Pesi Piuma | Rony Jason   | contro | Jeremy Stephens | Entrambi gli atleti si infortunarono |
|  | Pesi Piuma | Rodrigo Damm | contro | Hacran Dias     | Damm affetto da calcoli renali       |